# 지정한 국가 수에 따른 공용어 목록
이 문서는 한 언어를 공용어로 지정한 국가 수에 따른 공용어 목록이다.

## 둘 이상의 국가들이 공용어로 지정된 공용어
| 언어             | 전체 | 아시아 | 유럽 | 아메리카 | 아프리카 | 오세아니아 | 공용어로 지정한 국가                                            |
| ---------------- | ---- | ------ | ---- | -------- | -------- | ---------- | --------------------------------------------------------------- |
| 영어             | 57   | 4      | 3    | 14       | 22       | 14         | 아래 참고                                                       |
| 프랑스어         | 36   | 0      | 6    | 1        | 27       | 1          | 아래 참고                                                       |
| 아랍어           | 23   | 12     | 0    | 0        | 11       | 0          | 아래 참고                                                       |
| 스페인어         | 20   | 0      | 1    | 18       | 1        | 0          | 아래 참고                                                       |
| 포르투갈어       | 9    | 1      | 1    | 1        | 6        | 0          | 아래 참고                                                       |
| 독일어           | 6    | 0      | 6    | 0        | 0        | 0          | 아래 참고                                                       |
| 세르보크로아트어 | 5    | 0      | 5    | 0        | 0        | 0          | 세르비아, 코소보, 몬테네그로, 크로아티아, 보스니아 헤르체고비나 |
| 러시아어         | 4    | 2      | 2    | 0        | 0        | 0          | 러시아, 벨라루스, 카자흐스탄, 키르기스스탄                      |
| 말레이어         | 4    | 4      | 0    | 0        | 0        | 0          | 말레이시아, 싱가포르, 인도네시아, 브루나이                      |
| 이탈리아어       | 4    | 0      | 4    | 0        | 0        | 0          | 이탈리아, 바티칸 시국, 산마리노, 스위스                         |
| 네덜란드어       | 3    | 0      | 2    | 1        | 0        | 0          | 네덜란드, 벨기에, 수리남                                        |
| 스와힐리어       | 3    | 0      | 0    | 0        | 3        | 0          | 탄자니아, 케냐, 우간다                                          |
| 중국어           | 3    | 3      | 0    | 0        | 0        | 0          | 중국, 대만, 싱가포르                                            |
| 페르시아어       | 3    | 3      | 0    | 0        | 0        | 0          | 이란, 타지키스탄, 아프가니스탄                                  |
| 힌두스탄어       | 3    | 2      | 0    | 0        | 0        | 1          | 인도, 파키스탄, 피지                                            |
| 과라니어         | 2    | 0      | 0    | 2        | 0        | 0          | 파라과이, 볼리비아                                              |
| 그리스어         | 2    | 1      | 1    | 0        | 0        | 0          | 그리스, 키프로스                                                |
| 루마니아어       | 2    | 0      | 2    | 0        | 0        | 0          | 루마니아, 몰도바                                                |
| 르완다룬디어     | 2    | 0      | 0    | 0        | 2        | 0          | 르완다, 부룬디                                                  |
| 베르베르어       | 2    | 0      | 0    | 0        | 2        | 0          | 알제리, 모로코                                                  |
| 소토어           | 2    | 0      | 0    | 0        | 2        | 0          | 레소토, 남아프리카 공화국                                       |
| 스와티어         | 2    | 0      | 0    | 0        | 2        | 0          | 에스와티니, 남아프리카 공화국                                   |
| 스웨덴어         | 2    | 0      | 2    | 0        | 0        | 0          | 스웨덴, 핀란드                                                  |
| 아이마라어       | 2    | 0      | 0    | 2        | 0        | 0          | 볼리비아, 페루                                                  |
| 알바니아어       | 2    | 0      | 2    | 0        | 0        | 0          | 알바니아, 코소보                                                |
| 츠와나어         | 2    | 0      | 0    | 0        | 2        | 0          | 보츠와나, 남아프리카 공화국                                     |
| 케추아어         | 2    | 0      | 0    | 2        | 0        | 0          | 볼리비아, 페루                                                  |
| 타밀어           | 2    | 2      | 0    | 0        | 0        | 0          | 스리랑카, 싱가포르                                              |
| 튀르키예어       | 2    | 2      | 0    | 0        | 0        | 0          | 튀르키예, 키프로스                                              |
| 하우사어         | 2    | 0      | 0    | 0        | 2        | 0          | 나이지리아, 니제르                                              |
| 한국어           | 2    | 2      | 0    | 0        | 0        | 0          | 대한민국, 조선민주주의인민공화국                                |

## 주요 공용어 지정 국가

### 영어
주요 사용국
- 영국
- 미국
- 캐나다
- 오스트레일리아
- 뉴질랜드

다수가 모국어로 삼는 국가
- 아일랜드
- 벨리즈
- 자메이카
- 바하마
- 세인트키츠 네비스
- 앤티가 바부다
- 도미니카 연방
- 세인트루시아
- 세인트빈센트 그레나딘
- 그레나다
- 바베이도스
- 트리니다드 토바고
- 가이아나

소수가 모국어로 삼는 국가
- 싱가포르
- 필리핀
- 인도
- 파키스탄
- 몰타
- 수단
- 남수단
- 감비아
- 시에라리온
- 라이베리아
- 가나
- 나이지리아
- 카메룬
- 탄자니아
- 케냐
- 우간다
- 르완다
- 남아프리카 공화국
- 레소토
- 에스와티니
- 나미비아
- 보츠와나
- 짐바브웨
- 잠비아
- 말라위
- 모리셔스
- 세이셸
- 파푸아뉴기니
- 솔로몬 제도
- 바누아투
- 피지
- 팔라우
- 미크로네시아 연방
- 마셜 제도
- 나우루
- 키리바시
- 통가
- 사모아
- 투발루

### 프랑스어
주요 사용국
- 프랑스
- 벨기에
- 스위스
- 모나코
- 캐나다

이외에 모국어로 삼는 국가
- 룩셈부르크
- 아이티
- 말리
- 세네갈
- 기니
- 기니비사우
- 코트디부아르
- 베냉
- 토고
- 부르키나파소
- 니제르
- 중앙아프리카 공화국
- 차드
- 카메룬
- 콩고 공화국
- 콩고 민주 공화국
- 가봉
- 적도 기니
- 르완다
- 부룬디
- 지부티
- 마다가스카르
- 코모로
- 세이셸
- 바누아투

### 중국어
- 중국
- 대만
- 싱가포르

### 스페인어
- 스페인
- 멕시코
- 니카라과
- 엘살바도르
- 온두라스
- 과테말라
- 코스타리카
- 파나마
- 쿠바
- 도미니카 공화국
- 아르헨티나
- 칠레
- 우루과이
- 파라과이
- 볼리비아
- 페루
- 콜롬비아
- 에콰도르
- 베네수엘라
- 적도 기니

### 아랍어
- 사우디아라비아
- 아랍에미리트
- 이라크
- 시리아
- 레바논
- 팔레스타인
- 요르단
- 쿠웨이트
- 카타르
- 바레인
- 예멘
- 오만
- 이집트
- 리비아
- 수단
- 알제리
- 튀니지
- 모로코
- 모리타니
- 차드
- 소말리아
- 지부티
- 코모로

### 러시아어
- 러시아
- 벨라루스
- 카자흐스탄
- 키르기스스탄

### 독일어
- 독일
- 스위스
- 오스트리아
- 벨기에
- 룩셈부르크
- 리히텐슈타인

### 포르투갈어
- 포르투갈
- 브라질
- 동티모르
- 기니비사우
- 카보베르데
- 적도 기니
- 상투메 프린시페
- 앙골라
- 모잠비크

## 같이 보기
- 공용어 목록
- 국가별 공용어 목록